# Joan Trémol Faner
Joan Trémol Faner fou un polític menorquí, diputat a les Corts Espanyoles durant la restauració borbònica. Oposat al duc d'Almenara Alta, fou elegit diputat del Partit Liberal pel districte de Maó a les eleccions generals espanyoles de 1881. A les eleccions generals espanyoles de 1881 va donar suport a la candidatura del candidat republicà Rafael Prieto i Caules.